# Hermann Katsch
Hermann Katsch (* 10. September 1853 in Eisenach; † 14. November 1924) war ein deutscher Maler und Schriftsteller.
Katsch studierte seit dem 1. November 1872 an der Königlichen Akademie der Künste in München. Während seines Studiums wurde er Mitglied des AGV München im Sondershäuser Verband.
Katsch wurde insbesondere für seine Darstellungen von Menschen bekannt.
Katsch war im Ersten Weltkrieg Kriegsberichterstatter beim Großen Hauptquartier (GH) im besetzten Charleville und schrieb für den Berliner Lokal-Anzeiger.
Hermann Katsch war mit Elisabeth (1864–1903), Tochter des Regierungsrats Ferdinand Beutner und der Olga Brachvogel, verheiratet. Sein ältester Sohn Gerhardt wurde ein berühmter Internist.
Hermann Katsch starb 1924 im Alter von 71 Jahren in Berlin und wurde im Erbbegräbnis der Familie Katsch auf dem Alten St.-Matthäus-Kirchhof in Berlin-Schöneberg beigesetzt. Eine von Rudolf Pohle geschaffene Skulptur ziert das Familiengrab.

## Galerie

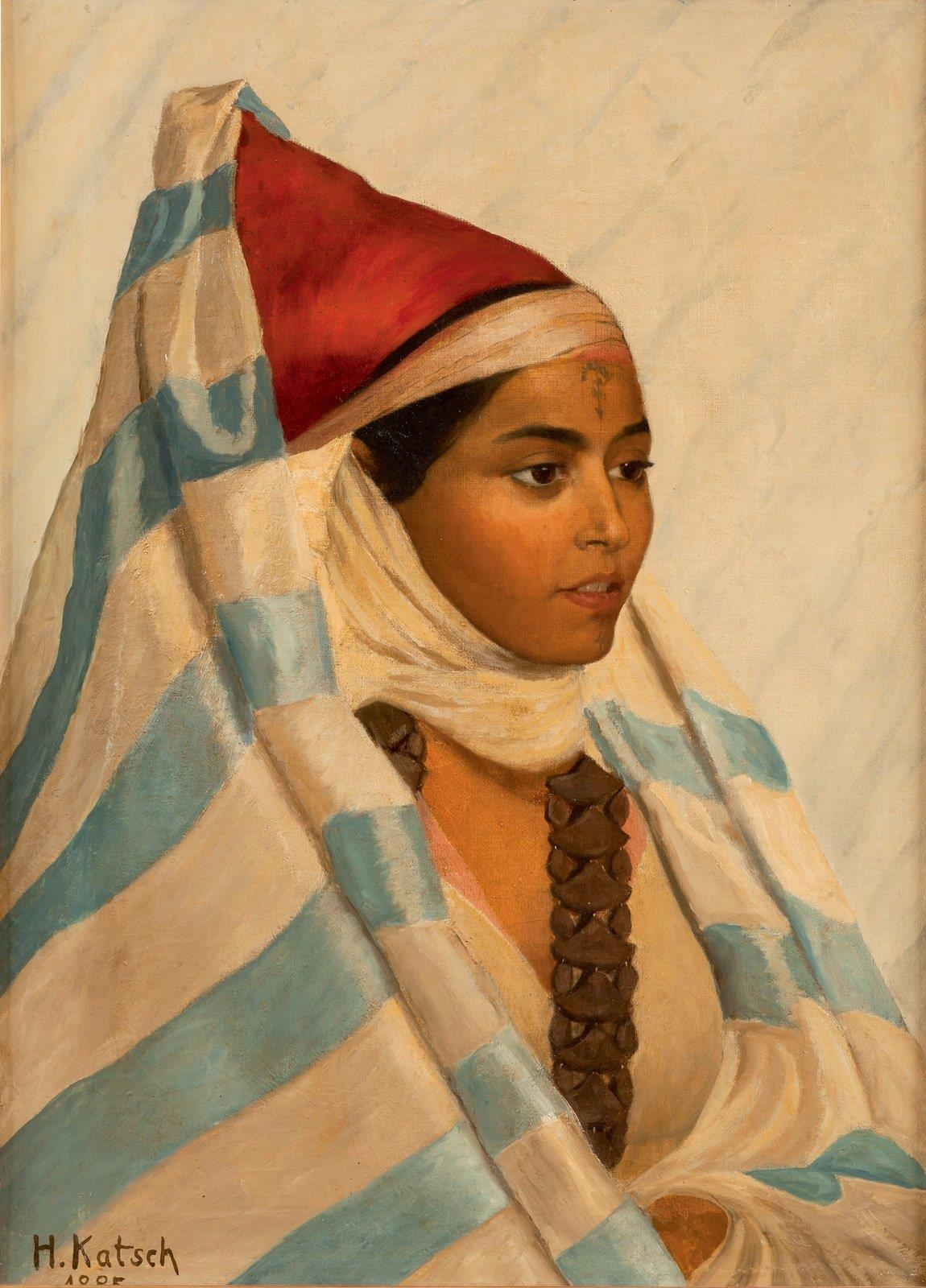
Junge Tunesierin (1885)
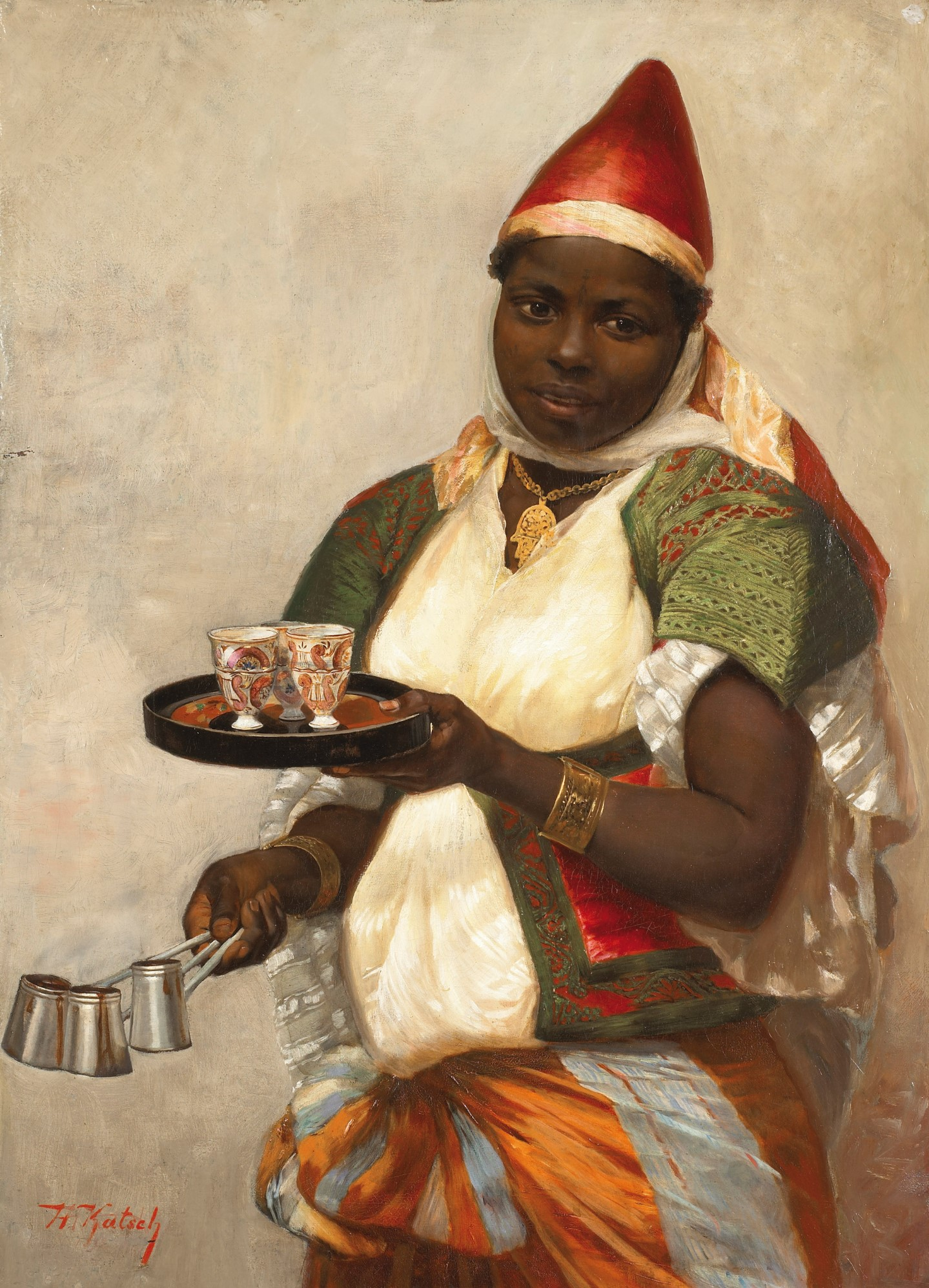
Kadija bringt den Kaffee
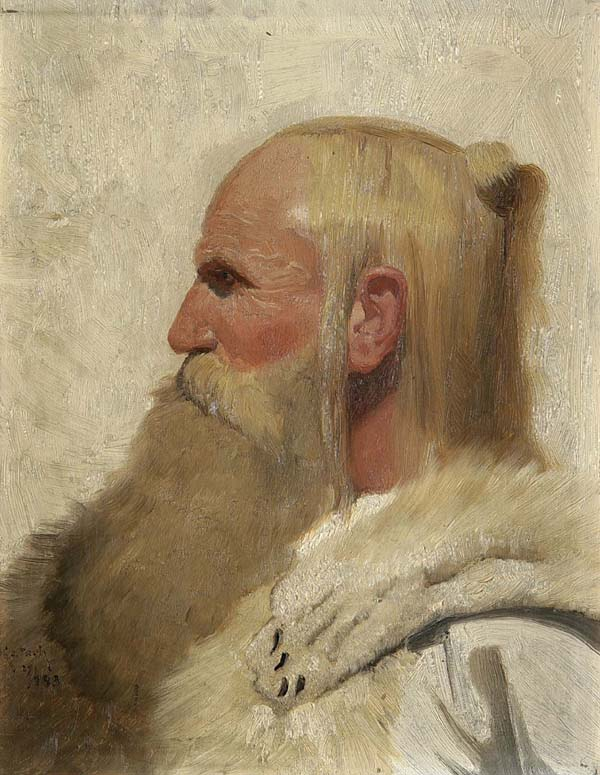
Germane mit Eisbärenfell (1893)